# Toon Aerts
Toon Aerts (* 19. Oktober 1993 in Malle) ist ein belgischer Radrennfahrer, der vorrangig im Cyclocross erfolgreich ist.

## Werdegang
Als Junior und in der U23 konnte Aerts keine Siege verbuchen, empfahl sich aber mit zweiten Plätzen in den belgischen Meisterschaften 2014 und 2015 für einen Profivertrag beim Team Baloise - Trek Lions, das auf Cyclocross spezialisiert ist. Ab 2015/2016 altersbedingt in der Elite fahrend, erzielte er seine ersten Siege in Bensheim und Leuven, dazu eine erste Podiumsplatzierung bei einem Klassementscross im GP Sven Nys. Bei den Cyclocross-Europameisterschaften 2016 in Pontchâteau gewann er überraschend den Titel, auch weil sich die beiden Favoriten Mathieu van der Poel und Wout van Aert gegenseitig neutralisierten. Er ist damit der bislang einzige Fahrer, der in Anwesenheit dieser beiden Konkurrenten eine Welt- oder Europameisterschaft gewinnen konnte. Bei der WM 2017 konnte er nach einem Sturz beim Weltcup in Fiuggi nicht antreten.
2017/2018 etablierte sich Toon Aerts endgültig in der Weltspitze; bis 2022 war er in jeder Saison unter den besten drei der Weltrangliste. Zu Beginn des Weltcups 2018/2019 gewann er die Rennen von Waterloo und Iowa City gegen van Aert und konnte sich am Ende der Saison knapp in der Gesamtwertung durchsetzen. Zudem gewann er den Koppenbergcross und die belgischen Meisterschaften, erneut gegen van Aert. Die Dominanz van der Poels, der über 30 Saisonsiege einfuhr, konnte er nicht brechen, beim Hotondcross 2019 beendete er jedoch dessen seit 35 Rennen andauernde Siegesserie. Eine Woche darauf lieferte er sich ein intensives Duell mit van der Poel beim Citadelcross von Namur, das er nach einem Sturz in der Schlussrunde verlor. Trotz vier gebrochener Rippen trat er wenige Tage später beim Cyclocross Zolder an, um seine Führung im Weltcup zu verteidigen, was auch gelang.
In der Sommersaison betätigte sich Aerts im Straßenradsport. Dort gewann er 2017 die Internationale Wielertrofee Jong Maar Moedig und 2019 jeweils die Bergwertung der Tour de Wallonie und des Flèche du Sud. Bei Cyclocross-Weltmeisterschaften holte er 2019, 2020 und 2021 dreimal in Folge die Bronzemedaille. Als van der Poel und van Aert ab 2020/2021 nur noch verkürzte Cyclocross-Saisons fuhren, konnte Aerts nicht wie erhofft profitieren, da ihm mit Eli Iserbyt ein neuer Konkurrent erwuchs; er gewann allerdings die Gesamtwertungen von Superprestige 2021 und X²O Trofee 2022.

### Sperre 2022–2024
Bei den Cyclocross-Weltmeisterschaften 2022 wurde Aerts hinter dem Sieger Thomas Pidcock Sechster. Kurz darauf suspendierte ihn die UCI vorläufig, weil eine Blutprobe vom 19. Januar positiv auf den Stoff Letrozol gewesen sei, der nach dem Reglement der Welt-Anti-Doping-Agentur verboten ist. Aerts gab als vermutliche Ursache kontaminierte Nahrungsergänzungsmittel an. Im August 2023 wurde er unter Anrechnung der Suspendierung für zwei Jahre gesperrt. Der nach der positiven Probe erzielte Sieg beim Krawatencross, verbunden mit der Gesamtwertung der X²O Trofee, wurde ihm belassen. Gegen Ende der Saison 2023/2024 kehrte er in den Wettkampf zurück, nunmehr für die Mannschaft Deschacht-Hens-Maes. Im Cyclocross Otegem konnte er Anfang 2025 erstmals wieder ein Rennen gewinnen, zudem wurde er in der Saison 2024/2025 jeweils Zweiter in Weltcup und X²O Trofee.

## Verschiedenes
Toon Aerts jüngerer Bruder Thijs Aerts ist ebenfalls als Cyclocrossfahrer tätig; 2014 war er Weltmeister bei den Junioren.

## Erfolge

### Cyclocross
2016/2017
 Europameister
DVV Trofee – Baal
2017/2018
 Europameisterschaften
2018/2019
 Weltmeisterschaften
 Belgischer Meister
Weltcup – Gesamtwertung / Waterloo, Iowa City
DVV Trofee – Oudenaarde
2019/2020
 Weltmeisterschaften
Weltcup – Gesamtwertung
Superprestige – Boom, Zonhoven
DVV Trofee – Ronse
2020/2021
 Weltmeisterschaften
Superprestige – Gesamtwertung / Gieten
X²O Trofee – Brüssel
2021/2022
Weltcup – Zonhoven
Superprestige – Gieten
X²O Trofee – Gesamtwertung / Kortrijk, Lille

### Straße
2017
- Internationale Wielertrofee Jong Maar Moedig

2019
- Bergwertung Tour de Wallonie
- Bergwertung Flèche du Sud